# Mössingen
Mössingen es un municipio situado en el distrito de Tubinga, en el estado federado de Baden-Wurtemberg (Alemania), con una población en 2019 de unos 20 509 habitantes.
Se encuentra ubicado en el centro del estado, en la región de Tubinga a la orilla del rio Steinlach, un afluente derecho del rio Neckar y al pie del Jura de Suabia.